# Enterosora enterosoroides
Enterosora enterosoroides är en stensöteväxtart som först beskrevs av Christ, och fick sitt nu gällande namn av A. Rojas. Enterosora enterosoroides ingår i släktet Enterosora och familjen Polypodiaceae. Inga underarter finns listade.